# Härnösand
Härnösand je grad i središte istoimene općine u švedskoj županiji Västernorrland. 

## Zemljopis
Grad se nalazi u istočnome dijelu središnje Švedske na obalama Botničkog zaljeva čiji je dio Höga kusten pod zaštitom UNESCO-a.

## Stanovništvo
Prema podacima o broju stanovnika iz 2005. godine u gradu živi 18.003 stanovnika.

## Vanjske poveznice
- Službene stranice grada

### Ostali projekti
|  | Zajednički poslužitelj ima još gradiva o temi Härnösand |